# I’ll Kill You
Az I’ll Kill You az X japán heavymetal-együttes első kislemeze, mely 1985 júniusában jelent meg független kiadónál. Az összes megjelent példány (1000 db) elfogyott belőle. Ezt követően a Break the Darkness című dalukkal a Heavy Metal Force III című válogatásalbumon is szerepeltek. Az I’ll Kill You-t az együttes újra felvette a Vanishing Vision című albumra 1988-ban.

## Háttér
A lemez borítóján a vietnámi háború áldozatainak fotóiból készült montázs látható. Egy interjúban Yoshiki úgy nyilatkozott, hogy a cím nem emberölésről szól, hanem egy házaspár veszekedéséről. Yoshiki maga kopogtatott különböző kiadók ajtaján, és végül az édesanyjától kért pénzből, magánúton adták ki a kislemezt, melyet Yoshiki csomagolt dobozokba és szállított ki a lemezboltokba.

## Számlista
| 1. | I'll Kill You | Hajasi Josiki | 3:21 |

| 1. | Break the Darkness | Hajasi Josiki | 4:13 |

## Közreműködők
X
- Dejama Tosimicu – vokál
- Hajasi Josiki – dobok
- Tokuo Acusi (德應 淳?)  – basszusgitár
- Izumiszava Judzsi (Terry) (泉沢裕二?) – gitár
- Tomojuki Ogata (Tomo)  (オガタトモユキ?) – gitár

További személyzet
- Fénykép – Mori Kazujosi
- Design – Tokuo Acusi
- Mérnök – Mr. Ohzeki
- Borítóterv – Hajasi Nobukacu